# (7769) Okuni
(7769) Okuni – planetoida z pasa głównego asteroid okrążająca Słońce w ciągu 3 lat i 292 dni w średniej odległości 2,43 j.a. Została odkryta 4 listopada 1991 roku w obserwatorium w Kiyosato przez Satoru Ōtomo. Nazwa planetoidy pochodzi od Tomimaru Ōkuni (ur. 1931), japońskiego astronoma amatora. Przed nadaniem nazwy planetoida nosiła oznaczenie tymczasowe (7769) 1991 VF4.